# Pistolet maszynowy Steyr TMP
Steyr Tactische Maschinen Pistole – austriacki kompaktowy pistolet maszynowy kalibru 9 × 19 mm Parabellum.

## Historia konstrukcji
Pod koniec lat 80. w austriackiej firmie Steyr-Mannlicher AG rozpoczęto prace nad nowym pistoletem maszynowym. Nie miał to być następca Steyr MPi 81, ale model konkurencyjny dla niemieckiego MP5 PDW. Nowa konstrukcja miała uczestniczyć w amerykańskim konkursie Advanced Personal Defence Weapon, a także być propozycja dla jednostek antyterrorystycznych i służb zajmujących się ochroną VIP-ów.
Żeby spełnić wymagania potencjalnych użytkowników, nowy pistolet maszynowy musiał mieć małe wymiary, być łatwy do przenoszenia (także w ukryciu), a jednocześnie zapewniać możliwość szybkiego otwarcia celnego ognia. Wymagania te sprawiły, że skonstruowana broń była pod względem wymiarów niewiele większa od pistoletu samopowtarzalnego.
Produkcję seryjna TMP uruchomiono w listopadzie 1992 roku. W następnych latach niewielkie ilości tego pistoletu maszynowego zostały zakupione przez jednostki specjalne armii i policji austriackiej. Pojawienie się na rynku pistoletów maszynowych FN P90 i MP7, przy wciąż mocnej pozycji krótkolufowych wersji MP5 zmniejszyło zainteresowanie TMP i w rezultacie pomimo swoich zalet sprzedawał się on słabo.
W następnych latach opracowano wersję TMP przeznaczoną na rynek cywilny. Steyr SPP (Special Purpose Pistol) był pozbawiony możliwości strzelania seriami, miał wydłużoną lufę pozbawioną gwintu do mocowania tłumika dźwięku. Zmieniono także kształt szkieletu pozbawiając go chwytu przedniego i zmieniając kształt kabłąka osłony spustu. Steyr SPP powstał z myślą o rynku amerykańskim, gdzie taka broń określana jako tzw. pistolet szturmowy była bardzo popularna. Także ta wersja TMP nie odniosła sukcesu, początkowo z powodu zbyt wysokiej ceny, później z powodu wprowadzenia przepisów ograniczających dostęp do tego rodzaju broni zwykłym obywatelom.
Słaba sprzedaż TMP i w rezultacie nieopłacalność dalszej produkcji doprowadziła do wstrzymania produkcji tego pistoletu maszynowego w 2001 r. w zakładach Steyr. W tym samym roku prawa patentowe do tej konstrukcji sprzedano szwajcarskiej firmie Brügger & Thomet AG która po wprowadzeniu kilku modyfikacji rozpoczęła jego produkcję jako B&T MP9.

## Opis techniczny
Pistolet maszynowy TMP jest indywidualną bronią samoczynno-samopowtarzalną wykonaną w dużej części (szkielet, komora zamkowa, magazynki) z tworzywa sztucznego IXEF 1313. Zasada działania automatyki oparta na wykorzystaniu krótkiego odrzutu lufy, z ryglowaniem przez obrót lufy. Po wystrzeleniu ostatniego naboju zamek zatrzymuje się w tylnym położeniu na zaczepie. Dźwignia zwalniania zaczepu po lewej stronie szkieletu, nad chwytem pistoletowym. Mechanizm spustowy kurkowy umożliwia strzelanie ogniem pojedynczym i seriami. Zmianę rodzaju ognia zapewnia spust dwuchodowy (krótkie ściągnięcie spustu powoduje oddanie pojedynczego strzału, długie – serii). Bezpiecznik ma postać kołka przechodzącego w poprzek górnej części chwytu (wciśnięty z lewej strony zabezpiecza broń, wciśnięty z prawej strony odbezpiecza). Zasilanie z dwurzędowych magazynków pudełkowych o pojemności 15 lub 30 naboi (gniazdo magazynka w chwycie pistoletowym, przycisk zwalniania magazynka po lewej stronie chwytu w miejscu połączenia chwytu z osłoną spustu). Przyrządy celownicze składają się z muszki (regulowanej w pionie) i szczerbinki (regulowanej w poziomie). Wycięcia na szczycie komory zamkowej pełnią rolę podstawy do mocowania celowników optycznych i kolimatorowych. TMP nie posiada kolby (możliwość dołączenia kolby ramowej).